# الکساندر ورتینسکی
الکساندر ورتینسکی (روسی: Алекса́ндр Никола́евич Верти́нский؛ ۲۰ مارس ۱۸۸۹ – ۲۱ مهٔ ۱۹۵۷) هنرمند، شاعر، خواننده، آهنگساز، هنرمند کاباره و بازیگر اهل شوروی سابق و روسیه کنونی بود. وی بین سال‌های ۱۹۱۶ تا ۱۹۵۷ میلادی فعالیت می‌کرد.